# Eine Jugend in Deutschland

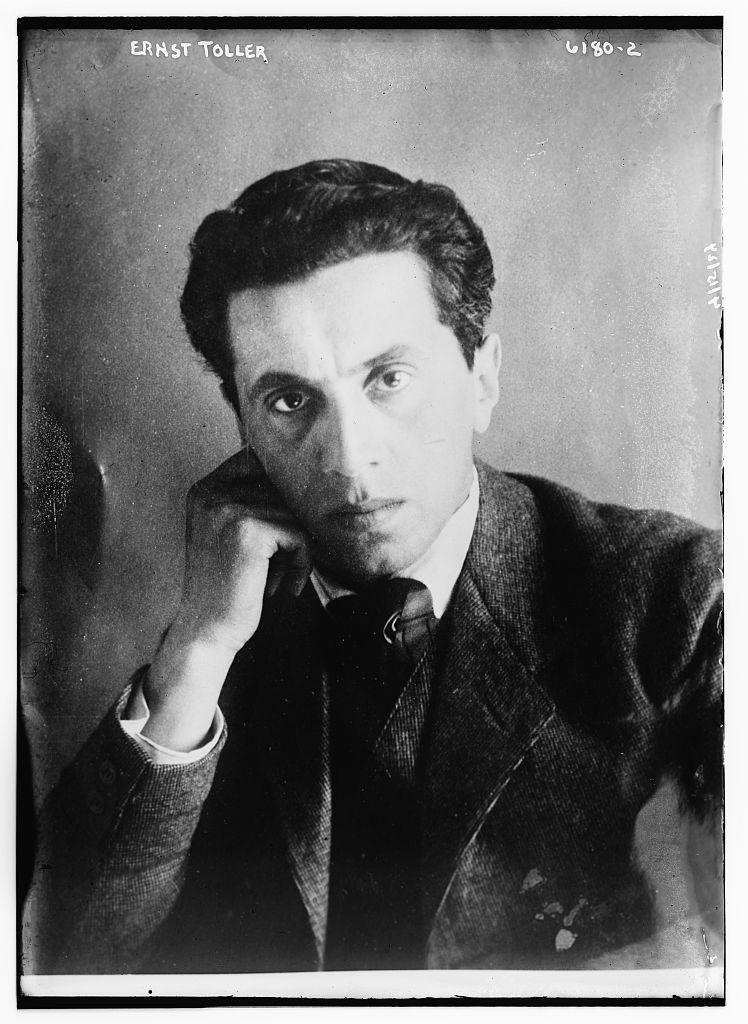
Ernst Toller (1924)

Eine Jugend in Deutschland ist der Titel einer 1933 publizierten Autobiographie des Expressionismus-Schriftstellers, Dramatikers und Politikers Ernst Toller. Er schildert seine Kindheit und Jugend in der damaligen preußischen Provinz Posen, die kulturpolitischen Diskussionen während der Studentenzeit in München und Heidelberg, die Erfahrungen als Kriegsfreiwilliger des Ersten Weltkriegs an der Westfront und sein daraus resultierendes politisches Engagement als Pazifist und Sozialist in der Nachkriegszeit, v. a. die Aktivitäten als Systemgegner während der Bayerischen Räterepublik. Das Buch gilt als eines der wichtigsten Dokumente dieser Umbruchszeit.

## Inhalt

### Blick 1933
Im Vorwort „Blick 1933“, am „Tag der Verbrennung meiner Bücher in Deutschland“ datiert, stellt Toller seine kritische und selbstkritische Autobiographie in den Zusammenhang mit der Zeit, in der sie publiziert wird: „Wer den Zusammenbruch von 1933 begreifen will, muss die Ereignisse der Jahre 1918 und 1919 in Deutschland kennen“. Er zählt als Verantwortliche des Scheiterns die verschiedenen Parteien und Fraktionen auf, Republikaner, Revolutionäre, Gewerkschaftsfunktionäre, Bürokraten, Doktrinäre, Schriftsteller, Realpolitiker, Fetischisten der Ökonomie, die ihre eigenen Machtinteressen über das Wohl des Landes stellten und ihre Ideologien verfochten. Jetzt triumphiere die Barbarei: „Nationalismus und Rassenhass und Staatsvergottung blenden die Augen, die Sinne, die Herzen.“ Von „falschen Heilanden“ erwarte das Volk Rettung. Es jubele über „die Fesseln, die es auf Geheiß der Diktatoren sich schmiedet“: „Für ein Linsengericht von leerem Gepräge verkauft es seine Freiheit und opfert die Vernunft. […] Überall der gleiche Wunsch, den Schuldigen zu finden, dem man das eigene Versagen, die eigenen Fehler, die eigenen Verbrechen aufbürden darf, ach es ist das alte Opferlamm aus Urzeiten, nur dass heute statt Tieren Menschen zur Opferung bestimmt werden. Die Folgen sind furchtbar. […] Wo ist die Jugend Europas? […] Wer in solcher Zeit schweigt, verrät ‚seine menschliche Sendung‘.“

### Kindheit und Jugend
Ernst wird 1893 in der „deutschen Stadt Samotschin“ geboren (Kap. I). Sein Vater ist der wohlhabende bürgerlich-jüdische Getreidegroßhändler Mendel Toller, seine Mutter Ida betreibt einen Kolonialwarenladen. Die Provinz, in der Ernst sozialisiert wird, ist ein Mischgebiet deutscher Siedler und polnischer Bauern und er erlebt von seiner Kindheit an die täglichen Spannungen zwischen der polnisch-katholischen, deutsch-protestantischen und seiner eigenen jüdischen Bevölkerungsgruppe: „Bei all den Kämpfen gegen die Polen bildeten Juden und Deutsche eine Front. Die Juden fühlten sich mit dem Deutschen Kaiserreich verbunden und betrachteten sich als ‚Pioniere deutscher Kultur‘.“ Die Kinder der drei Gruppen besuchen jeweils eigene Schulen.
Zwar hat Ernst auch polnische und deutsche Spielgefährten, aber bei Streitigkeiten kommt es schnell zu gegenseitigen „Polacken“- und „Jiddchen“-Beschimpfungen und zur Aktivierung alter Vorurteile. So hört er oft, dass die Juden den Heiland ans Kreuz geschlagen hätten. Er will wie die Christen Weihnachten feiern und gerät dadurch in Konflikt mit seiner eigenen Religion, der er sich zunehmend entfremdet. So hinterfragt er z. B. die Familiengeschichte Adams und Evas nach dem Inzest der Kinder (27). Seine Eltern weichen weltanschaulichen und gesellschaftspolitischen Diskussionen aus, weisen Kritik an Autoritäten zurück und verweisen auf die gottgewollte Ordnung.
Bereits in der jüdischen Volksschule, die er mit 9 Jahren verlässt, um für einige Zeit zu Pfarrer Kuschs Knabenschule zu wechseln, verfasst er kleine Gedichte und gibt sie der alten Köchin Jule zu lesen. Diese lebt parallel zur Berufsrealität in einer Traumwelt mit einem geheimen Verlobten. Ernst bestätigt sie mit seinem Einfallsreichtum darin, indem er ihr Liebesbriefe des geliebten Schneidermeisters schreibt und für sie dessen Phantasiekarriere über die Offizierslaufbahn bis zum Kaiser des exotischen Landes Mariko entwickelt. In einem Telegramm bittet der Regent die zu seiner Kaiserin aufgestiegenen Köchin, ihm eine Sandtorte zu backen und diese seinem Minister Ernst zu übergeben.
Als Schüler des Realgymnasiums im benachbarten Bromberg versucht er vergeblich, an Schiller orientierte Hymnen auf die Freiheit zu veröffentlichen, findet dann aber bei der Ostdeutschen Rundschau in Bromberg eine journalistische Ersatzbeschäftigung: Er schreibt für den Redakteur Artikel, um sein Taschengeld aufzubessern und sich häufiger Apfelkuchen mit Schlagsahne leisten zu können. Dazu greift er auf Meldungen der Samotschiner Zeitung zurück und schmückt diese reißerisch aus. Einmal kommt er in Schwierigkeiten, als er nach dem Tod eines „närrischen Armenhäuslers“ durch Alkoholvergiftung auf dem preußischen Eisenbahngelände in einem anonymen Zeitungsartikel der gesetzlich nicht zuständigen Stadtpolizei unterlassene Hilfeleistung vorwirft. Der Bürgermeister zeigt den Redakteur an, der wegen Zeugnisverweigerung zu einer Strafe von 30 Mark verurteilt wird, die er aber von Ernst erpresserisch einfordert. Der Gymnasiast hat Angst, bei der Aufdeckung der Anonymität von der Schule verwiesen zu werden und bittet seinen Vater um Hilfe. Diesem gelingt es durch seine Position als Stadtverordneter, den Bürgermeister zur Rücknahme der Klage zu bewegen. Ernst begreift: „[A]uch der Mut der Behörden hat Grenzen.“ In einen anderen Streitfall gerät der 18-Jährige während seiner Examenszeit durch die schwärmerische Liebe zur Schauspielerin des Bromberger Stadttheaters Maria Groß. Er nennt deren Bräutigam einen Schuft, den er töten werde. Ernsts Onkel, ein Rechtsanwalt, besänftigt die Ehre des Beleidigten mit 75 Mark.
Nach dem Abitur geht Ernst als Student nach Grenoble, doch mehr als Jura, Literatur und Philosophie interessiert ihn das Nachtleben – er verfällt zeitweise der Spielleidenschaft und verschuldet sich. Im Sommer bereist er mit einer Gruppe deutscher Studenten die Provence. Da ihn die kunstgeschichtlichen Baedeker-Führungen langweilen, zieht er allein weiter nach Marseille. In seiner französischen Zeit lernt er ganz neue Seiten seiner Persönlichkeit kennen und spielt mit abenteuerlichen Gedanken, sich der Fremdenlegion anzuschließen oder sich als Mönch aus der Welt zurückzuziehen. Von den Abenteuern und Phantasien ernüchtert, kommt zur er zur Selbstreflexion: „Ich bin ein junger Mensch aus bürgerlichem Haus. Dass ich in Frankreich lebe […] versorgt werde, scheint mir ‚selbstverständlich‘. Über den Begriff der Freiheit habe ich nie nachgedacht, es sei denn bei philosophischer Lektüre.“ Er denkt an die armen polnischen Kinder und beginnt an der „Notwendigkeit einer Ordnung zu zweifeln, in der die einen sinnlos Geld verspielen, und die anderen Not leiden. […] Die Werte, die ich gestern für ewig und unverrückbar hielt, sind mir fragwürdig geworden, ich selbst bin mit fragwürdig“ (Kap. II).

### Krieg
In Lyon erfährt Toller Ende Juli 1914 vom österreichisch-serbischen Krieg als Folge des Attentats in Sarajewo und er erlebt, wie plötzlich die Stimmung umschlägt von anfänglichen Demonstrationen der Arbeiter für den Frieden in Hass auf den preußisch-deutschen Militarismus. Er reist schnell zurück nach Deutschland und findet hier die den Franzosen entgegengesetzte nationale Welle und Kriegsbegeisterung. In München gerät er wegen seines Lyoner Hutes in Verdacht, ein französischer Spion zu sein, und muss von einem Polizisten vor aufgebrachten Menschen beschützt werden, während er selbst vom „Rausch des Gefühls“ erfasst ist. „Die Worte Deutschland, Vaterland, Krieg haben magische Kraft, wenn wir sie aussprechen, verflüchtigen sie sich nicht, sie schweben in der Luft, kreisen um sich selbst, entzünden sich und uns.“ (Kap. III). Am nächsten Tag meldet er sich freiwillig zur Artillerie. Im August wird er mit vielen Kriegsfreiwilligen blumengeschmückt nach Bellheim in der Pfalz zur Ausbildung transportiert und im Januar 1915 verlegt man das Ersatzbataillon nach Elsass-Lothringen.
Im März beginnt sein Einsatz an der Front bei Metz. Toller schreit „Hurra!“ (50), als das Geschützfeuer den französischen Feind voll trifft, doch er wird schnell desillusioniert und erlebt im Priesterwald bei Pont-à-Mousson als Unteroffizier die Grausamkeit des Artillerie-Stellungskrieges: „Ein zerschossener Wald ist ein gemeucheltes Volk. Die gliedlosen Stümpfe stehen schwarz im Tag, auch die erbarmende Nacht verhüllt sie nicht, selbst die Winde streichen fremd über sie hinweg […] Und plötzlich, als teile sich die Finsternis vom Licht, das Wort vom Sinn, erfasste ich die einfache Wahrheit […], die ich vergessen hatte, die vergraben und verschüttet lag, die Grausamkeit, das Eine und Einende […] Alle diese Toten sind Menschen und nicht Franzosen oder Deutsche. „Alle verteidigen ihr Land […] Alle erfüllen ihre Pflicht“ […] Krieg wird zum Alltag, Frontdienst zum Tagwerk, Helden werden Opfer, Freiwillige Gekettete, das Leben ist eine Hölle, der Tod eine Bagatelle, wir alle sind Schrauben einer Maschine […] keiner weiß, wohin […] keiner weiß warum […] Der Sinn ist abhandengekommen“ (Kap. IV). Die Artikel in der deutschen Presse über den Feind findet Toller widerwärtig. Er schreibt eine Entgegnung, bekommt sie aber vom Redakteur des Kunstwarts unveröffentlicht mit der Begründung zurück: „Man müsse auf die Volksstimmung Rücksicht nehmen“ (57). 13 Monate bleibt Toller an der Front, dann meldet er sich zum Fliegerkorps, weil er aus dem Massensterben ausbrechen will. Doch er erkrankt, kommt ins Lazarett nach Straßburg und wird nach vielen Wochen als kriegsuntauglich entlassen.

### Rebellion

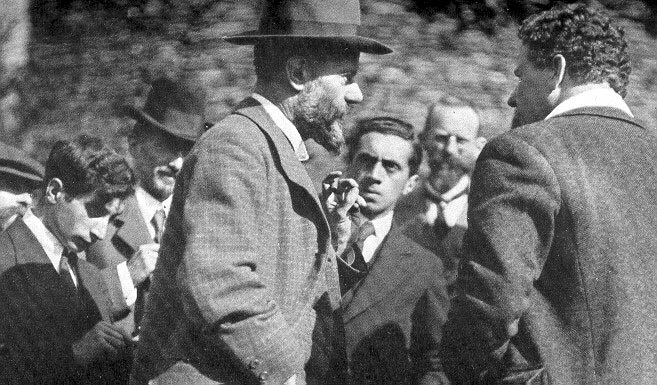
Max Weber und Ernst Toller während der Lauenstein Tagung 1917.

Toller studiert in München und hört Vorlesungen in Staatsrecht, Kunst- und Literaturgeschichte. Er besucht Dichterlesungen, Gemäldegalerien und Konzerte und verkehrt in literarischen Zirkeln. Auf Frühlingswanderungen versucht er vergeblich seine Kriegseindrücke zu verdrängen (Kap. V). Er sucht Orientierung über „Sinn und Aufgabe der Zeit“ bei einer Tagung auf Burg Lauenstein und trifft dort auf bekannte Gelehrte, Künstler, politische Schriftsteller und Lebensreformer. Doch ist er enttäuscht über deren theoretische Positionen. Zwar zweifeln sie an den traditionellen Werten, doch sie sind keine gesellschaftlichen Rebellen: „Sie flüchten sich in das Gespinst lebensferner Staatsromantik […] Der neue, der deutsche Geist möge sich offenbaren […] und alle retten“. Wie Toller vermissen die jungen Teilnehmer ihre Rebellion: „Reif zur Vernichtung scheint ihnen diese Welt, sie suchen den Weg aus den schrecklichen Wirren der Zeit, die Tat des Herzens, das Chaos zu bannen, sie glauben an den unbedingten, unbestechlichen Geist, der seiner Verpflichtung lebt und der Wahrheit“. Die Jungen klammern sich an den an der Wirklichkeit orientierten Max Weber, der mehr Demokratie fordert und im Kaiser das Hauptübel sieht (Kap. VI).
Zum Wintersemester wechselt Toller nach Heidelberg, wo Weber Vorlesungen hält, und will in Nationalökonomie promovieren. Für den Vorschlag Professor Gotheins „Schweinezucht in Ostpreußen“ fühlt er sich nicht motiviert und er gibt die Idee einer Dissertation auf. Stattdessen schließt er sich einem Kampfbund an, dem „Kulturpolitischer Bund der Jugend in Deutschland“, der sich für eine „friedliche Lösung der Widersprüche des Völkerlebens“ und für die Abschaffung der Armut einsetzte, um Besitzgier zu vermeiden. Man beschimpft die Mitglieder als Vaterlandsverräter und pazifistische Verbrecher und löst den Bund auf, indem die Militärbehörde die Studenten für dienstverpflichtet erklärt und in die Kasernen holt. Toller liegt an diesem Tag im Krankenhaus, wird gewarnt, kann nach Berlin entkommen und schließt sich Gustav Landauers sozialistischer und pazifistischer Bewegung an. Aus Broschüren erfährt er von den deutschen imperialistischen Interessen am Krieg durch Eroberung belgischer Erzgruben und sieht die Frage der Kriegsentstehung differenzierter als zuvor: „Die Herrschenden sind verstrickt in das feinmaschige Netz der Interessen, Ehrbegriffe, Moralwerte der Gesellschaft. Sie suchen Macht und Ruhm und Freiheit ihres Volkes in der Ohnmacht, im Elend, in der Unterdrückung anderer Völker. Aber kein Volk ist wahrhaft frei ohne die Freiheit ihrer Nachbarn. Die Politiker belügen sich selbst und belügen die Bürger, sie nennen ihre Interessen Ideale, für diese Ideale, für Gold, für Land, für Erz, für Öl, für lauter tote Dinge sterben, hungern, verzweifeln die Menschen. Überall. Die Frage der Kriegsschuld verblasst vor der Schuld des Kapitalismus“ (Kap. VII).
Bisher war ihm die Arbeiterbewegung fremd, jetzt engagiert er sich und unterstützt in München den Streik von Munitionsarbeitern gegen den Krieg (Kap. VII): „Der Krieg ließ mich zum Kriegsgegner werden“ (74). In München demonstriert er gegen die Verantwortlichen, indem er Anti-Kriegsgedichte aus seinem Drama „Die Wandlung“ verteilt und fordert, nach der Verhaftung des Arbeiterführers Kurt Eisner, als Delegationsmitglieds vor dem Polizeipräsidium dessen Freilassung. Nach seiner Beteiligung an Arbeiterkundgebungen auf der Theresienwiese wird auch er verhaftet. Im Militärgefängnis studiert er Marx, Engels, Lassalle, Bakunin, Mehring und Luxemburg (82), um Lösungen für die Ungleichheit zwischen den Armen und Reichen zu finden. Inzwischen bricht der Streik durch Beschwichtigungen der Regierung und der Rechtssozialisten zusammen.
Toller wird der Desertation beschuldigt, weil er sich nach Auflösung des Bundes nicht in der Kaserne gemeldet hat, und soll zu einem Geständnis gezwungen werden. Man isoliert ihn, verweigert ihm Besuche und einen Anwalt. Er tritt in den Hungerstreik und weigert sich, ein verfälschtes Vernehmungsprotokoll zu unterschreiben. Wegen hohen Fiebers kommt er ins Militärlazarett, meldet sich jedoch wegen des dichten und lauten Umfelds in den überbelegten Räumen wieder gesund. Ein freundlicher Arzt schreibt ihn haftuntauglich und man schickt ihn zum Ersatzbataillon nach Neu-Ulm (Kap X). Seine Mutter fürchtet seine Verurteilung wegen Landesverrats und schickt Atteste über psychische Probleme ihres Sohnes während seiner Kinderzeit ans Gericht. Darauf wird er in einer psychiatrischen Klinik untersucht, nach einigen Tagen ohne Befund wieder in die Kaserne zurückgeschickt und im Sommer 1918 entlassen (Kap. IX).

### Revolution
Im 10. Kapitel erzählt Toller vom Ende des Krieges. Die Menschen spüren immer mehr die Folgen des langen Krieges und die Hungernden und Verwundeten glauben nicht mehr an die Durchhalteparolen der Regierung und der Militärführung: Alle Opfer waren sinnlos. Toller spricht auf Massenversammlungen in ganz Deutschland für die Revolution. Das Volk will keinen neuen Kriegswinter und es kommt in Berlin nach der Novemberrevolution zum Sturz der Monarchie im Deutschen Reich und zu dessen Umwandlung in eine parlamentarische Demokratie. In Bayern wird das Königreich vom Freistaat abgelöst. Der Arbeiter- und Soldatenrat wählt Eisner zum ersten Ministerpräsidenten der neuen bayerischen Republik.
Toller lernt in München als zweiter, später als erster Vorsitzende des Zentralrats der bayerischen Arbeiter-, Bauern- und Soldatenräte in Kleinarbeit die praktischen Nöte der Menschen kennen. Mitte Dezember fährt er zum Rätekongress nach Berlin zu einer Diskussion um eine Räterepublik oder eine parlamentarische Demokratie. Die Versammlung entscheidet sich für das zweite System. Toller, wie auch Eisner, hält es für einen Fehler, „das Schicksal der Republik dem Zufallsergebnis fragwürdiger Wahlen des unaufgeklärten Volkes“ zu überlassen, und fürchtet um den Einfluss konservativer und militaristischer Gruppen (Kap. X). Der Besuch des Kongresses der Zweiten Internationale in Bern, gemeinsam mit Eisner, im Februar 1919 bedeutet für ihn eine weitere Desillusionierung: Anstatt Strategien zu entwickeln, um künftige Kriege zu verhindern, streitet die Teilnehmer tagelang über die Kriegsschuldfrage.

### Bayerische Räterepublik
Einige Tage nach der Rückkehr aus Bern wird Eisner in München vom Grafen Arco-Valley erschossen. Als Reaktion darauf übernimmt der Zentralrat der Arbeiter-, Bauern und Soldatenräte die Regierungsgewalt und installiert eine Bayerische Räterepublik, während die parlamentarische Regierung sich nach Bamberg zurückzieht und von dort aus mit „weißen“ Armeekorps die Besetzung Südbayerns organisiert und Gräuelpropaganda über die Zustände in München verbreitet.
Toller schildert ausführlich seine Mitwirkung an diesem Experiment, beginnend mit dem 7. April 1919 und endend am 1. Mai 1919. Schon bald nach Beginn der Räterepublik versucht die Kommunistische Partei eine eigene, auf ihre Organisationen und Soldatenräte gestützte Regierung zu bilden. Toller bemüht sich, die revolutionären Gruppen zusammenzuhalten, wird von Milizen verhaftet, von anderen wieder befreit. Das gegenseitige Misstrauen ist groß. Er kämpft als Truppenkommandant mit den „Rotgardisten“ gegen die anrückenden „weißen“ Freischärler, schlägt diese anfangs zurück und verliert am Ende gegen sie, denn die Reichstruppen rücken von allen Seiten gegen München vor.
Toller ist mit äußeren und inneren Problemen des Rätesystems konfrontiert:
- hohe Erwartung der Menschen, die von der neuen Regierung die Lösung ihrer privaten Angelegenheiten fordern,
- Rivalität der verschiedenen Arbeiterräte und ihre sich widersprechenden Abstimmungen, Inkompetenz einiger Minister,
- zur alten Regierung überlaufende qualifizierte Mitarbeiter,
- Disziplinlosigkeit vieler „Rotgardisten“,
- Unübersichtlichkeit der politischen und militärischen Frontverläufe,
- Enttäuschung der Bevölkerung über die Misserfolge,
- zwei gegeneinander arbeitende revolutionäre Regierungen, Unabhängige und Kommunisten, und

Kampf der Fraktionen innerhalb der linken Szene: Die Kommunisten verfolgen ihre eigenen Ziele und erhoffen sich durch eine Niederlage revolutionären Auftrieb. Das russische Modell wird von intellektuellen Moskau-Touristen Russen idealisiert und empfohlen. Toller lehnt eine simple Nachahmung ab.
Toller beginnt, „an der Notwendigkeit einer Ordnung zu zweifeln, in der die einen sinnlos Geld verspielen und die anderen Not leiden“ (Kap. XI). Während die einen diskutieren, breiten sich in der Stadt Brutalität und Verwahrlosung zu. Er versucht zu helfen, wo er kann, und begleitet z. B. eine junge Frau, die Opfer einer Massenvergewaltigung durch Rotgardisten wurde, persönlich ins Lazarett. Unschuldige werden denunziert und die rote Garde verhaftet willkürlich Menschen als Konterrevolutionäre. Toller befreit sie, wenn er davon erfährt: „Die Verzweiflungstaten der Pariser Kommune dürfen sich nicht wiederholen.“ Trotzdem kommt es zu Erschießungen und zu Racheaktionen. Am Ende gibt Toller sein Amt als Truppenkommandant zurück: „Wir sind gescheitert, alle. Alle begingen Fehler, alle trifft Schuld, alle waren unzulänglich.“
Ein kaum lösbares Dilemma ist für ihn die Diskrepanz zwischen seiner pazifistischen Überzeugung und dem Prinzip der Freiwilligkeit einerseits und der Gewaltanwendung andererseits: „Wer heute auf der Ebene der Politik, im Miteinander ökonomischer und menschlicher Interessen, kämpfen will, muss klar wissen, dass Gesetz und Folgen seines Kampfes von anderen Mächten bestimmt werden als seinen guten Absichten, dass ihm oft Art und Wehr und Gegenwehr aufgezwungen werden, die er als tragisch empfinden muss, an denen er, im tiefen Sinn des Wortes, verbluten kann“ (Kap. XI).

### Landesverratsprozess

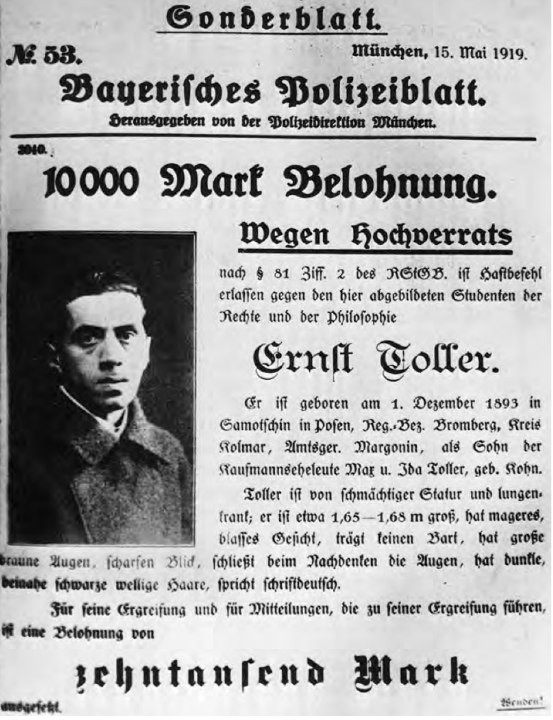
Bayerisches Polizeiblatt, 15. Mai 1919

Freikorpsverbände und Reichswehrtruppen verhaften nach der Besetzung Münchens Aktivisten und Unterstützer der Räterepublik und fahnden nach den „Rotgardisten“, den Arbeiterräten und flüchtigen Funktionären. Die chaotische Situation bleibt: aus den Verfolgern werden nun Verfolgte und wieder sind viele Unschuldige betroffen (Kap XII). Im Kap. XV gibt der Autor Augenzeugenberichte wieder: von den letzten Kämpfen der Arbeiterregimenter gegen eine übermächtige Armee, der Besetzung der Stadt und der Verhaftung der Mitglieder des Arbeiterrates, willkürlichen Verhaftungen Republikaner aller Gruppierungen (Kommunisten, Sozialdemokraten, Unabhängige, Parteilose), brutalen Misshandlungen und Exekutionen ohne Gerichtsurteile (u. a. Rudolf Egelhofer, Gustav Landauer).
Toller fühlt sich in einer grotesken Situation: In München verteidigen die alten Herren, die früher im Auftrag der Monarchie Pazifisten und Sozialisten verfolgten, die durch eine Revolution entstandene Republik und bekämpfen heute im Auftrag der Republik Revolutionäre. Er taucht unter und wird steckbrieflich wegen „Hochverrats“ gesucht. Informanten, die seinen Aufenthalt verraten, erhalten eine Belohnung von 10 000 Mark. Freunde verstecken ihn in ihren Wohnungen. Wegen Überwachung muss er, mit gefärbten Haaren und verkleidet, immer wieder die Quartiere wechseln. Einige, wie Rilke, können ihm nicht helfen (149), da sie selbst observiert werden. Ein Maler, in dessen Atelier man Toller sucht, wird geschlagen. Nach Denunziationen und Anzeigen verhaften „weiße“ Freischärler auch Unbeteiligte, die den Gesuchten ähneln; misshandeln sie und richten sie hin. Viele Unterstützer der Räte sind verängstigt und fürchten um ihr Leben. Einige versuchen trotzdem dem verfolgten Toller zu helfen wie der Maler Lech. Aber er wird, offenbar nach einer Anzeige, bei der Durchsuchung der Wohnung in Schwabing von Kriminalpolizisten entdeckt, gefesselt abgeführt und inhaftiert (Kap. XII). Im Gefängnis Stadelheim beschimpfen und bedrohen ihn Gefangene und Wächter als Mörder und „Spartakistenaas“, andere dagegen versorgen ihn mit Nahrungsmitteln und Zigaretten.
Vor einem Standgericht wird Toller des Hochverrats angeklagt. Sein Verteidiger erklärt den Prozess unter juristischem Gesichtspunkt als ungesetzmäßig und die Anklage, Toller habe die Verfassung gestürzt, für unhaltbar:
- Das Gericht beruft sich auf einen Hochverratsparagraphen des kaiserlichen Gesetzbuches, der sich auf die Monarchie bezieht, und die alte Verfassung ist durch eine Revolution gestürzt worden.
- Nach dem Tod Eislers und den dadurch entstandenen Unruhen sind das Parlament und die Minister aus München geflohen und die Räte übernahmen die oberste Gewalt im Bayern, anfangs mit Billigung der rechtssozialistischen Partei.
- Toller war daran nicht beteiligt und hat erst später, wie viele Beamte und Militärs, für die neue Regierung gearbeitet.
- Jetzt richten Revolutionäre von gestern Revolutionäre von heute.

In seinem Schlusswort übernimmt Toller die Verantwortung für seine Handlungen beansprucht das Recht auf Revolution, wenn die Zustände nicht mehr erträglich sind. Er wird des Hochverrats, aber aus ehrenhaften Motiven verurteilt und mit fünf Jahre Festungshaft bestraft (Kap. XIV).

### Haft

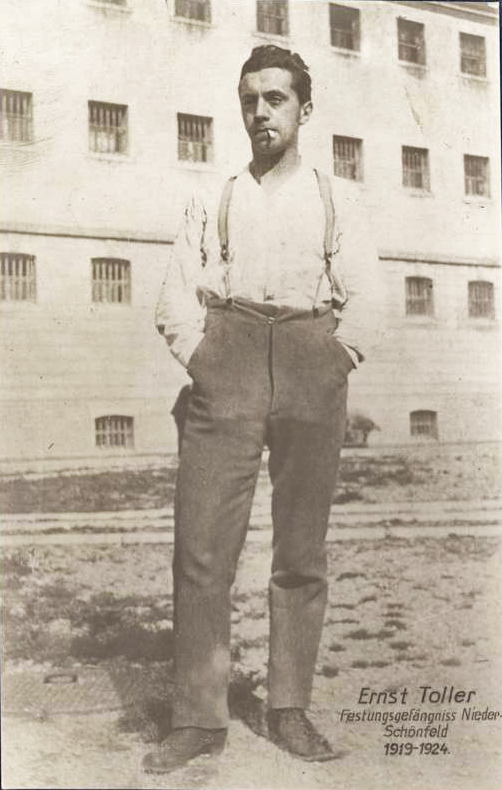
Toller im Festungsgefängnis Niederschönenfeld

Von 1920 bis 1924 sitzt Toller seine Haft anfangs in Eichstätt, dann hauptsächlich in Niederschönenfeld bei Rain ab. Er wird von den Wächtern nicht nur streng behandelt, sondern man erschwert ihm auch die ihm rechtlich zustehende Zeitungslektüre. Wenn er sich darüber beschwert, wird er für seine Beschwerden mit Einzelhaft, drei Tage Bettenentzug, Hofentzug, Schreibverbot usw. bestraft. Man zensiert seine Briefe und beschlagt die an den Ministerpräsidenten gerichtete, die er als sein Amt nicht ausübender Landtagsabgeordneter schreibt, ebenso eine Erzählung, die ein Herausgeber für eine Anthologie erbittet, und sein „Schwalbenbuch“, ein unpolitisches Notizheft. Als man seine Freude an einem Schwalbennest vor seinem Fenster entdeckt, wird es von den Wächtern heruntergerissen. Einen Hungerstreik kann er nur kurze Zeit durchhalten und bittet nach vier Tagen den Staatsanwalt um mehr Brot. Unter diesen Bedingungen schreibt Toller seine Dramen. „Masse Mensch“, Die Maschinenstürmer und Hinkemann. Masse Mensch wird von der Volksbühne in Berlin uraufführt, darf jedoch vom Stadttheater Nürnberg nicht gespielt werden. Während die freiheitlichen Zeitungen die Haftbedingungen der politischen Gefangenen in Niederschönenfeld anprangern, meldet der Bayerische Kurier, bayernfeindliche Nachrichten und Aufrufe zum Umsturz würden in der Festung Niederschönenfeld verfasst und Toller sei ein Spion. Jetzt bereut er manchmal, dass er 1919, nach sechs Monaten Haft, als sein Drama Die Wandlung in Berlin mehr als hundertmal gespielt worden war, die Begnadigung des bayerischen Justizministers ablehnte, weil er nicht besser als die gefangenen Arbeiter behandelt werden wollte. Eine später von der Berliner Regierung vorgeschlagene allgemeine Amnestie lehnt man in München ab.
Während seiner Gefängniszeit reflektiert Toller seine Kindheit als jüdischer Junge in einer deutschen Gesellschaft, seinen Beweis als Kriegsfreiwilliger, Deutscher zu sein, obwohl die deutsche Sprache seine Sprache ist, in der er fühlt und denkt, spricht und handelt, seinen Austritt aus der jüdischen Gemeinde. Seine Gedanken kreisen v. a. um seine Rolle als politischer Aktivist und als Schriftsteller:
- die Diskrepanz zwischen Theorie und Praxis, zwischen der individuellen Freiheit und ihrer Einschränkung durch Gesetze, zwischen seiner pazifistischen Forderung nach Gewaltfreiheit und seinen Anordnungen während der Münchener Räterepublik, mit Waffen zu kämpfen.
- der Versuch, sein Menschenbild und seine Botschaft in seinen Dramen umzusetzen: die Spannung zwischen der Propagierung politischer Ideen und differenzierter Menschendarstellung ohne Idealisierung. Die Gefahr der Schwarz-Weiß-Zeichnung des Bürgers und des Proletariers im Tendenzstück: „Die höhere Idee ist entscheidend. Es ist denkbar, dass in einem dichterischen Werk die zentrale Figur einen Bürger mit ‹reinem Herzen› darstellt, den ‹idealen› guten Menschen, trotzdem widerlegt er durch die Divergenz zwischen persönlichem Tun und dem Tun der herrschenden Mächte das System der Gesellschaft, in der er lebt […] Die große reine Form ist immer das tendenzlose Ewige, aber wie der Ton eine bestimmte Höhe oder Tiefe erreichen muss, damit das menschliche Ohr ihn höre, muss auch das dichterische Werk in bestimmter Höhen- oder Tiefenlage klingen, damit die Zeit es vernehme“ (Kap. XVI).
- Aus dem Gefängnis verfolgt Toller den Aufstieg Hitlers, seinen Marsch zur Münchener Feldherrnhalle und seinen von der Reichswehr niedergeschlagenen Putschversuch, für den er von milde gestimmten Richtern mit fünf Jahren Festungshaft bestraft wird. Der Autor sieht die Gefahr eines wieder auflebenden Nationalismus: „Wie leicht lassen sich jetzt Massen von Stimmungen, von Versprechungen, von Hoffnungen auf neue Vorteile lenken und ablenken, heute jubeln sie dem Führer zu, morgen verdammen sie ihn, heute stehen sie zu ihrer Sache, morgen geben sie sie preis; wie leicht wird es großen Volksrednern, sie zu Handlungen blinder Leidenschaft hinzureißen. Ich habe den sozialen Boden sehen gelernt, der diese seelischen Schwankungen bedingt, die große Not des Tages, die die Kraft lähmt, die Abhängigkeit des Menschen vom Arbeitsmarkt, von der Maschine. Die Macht der Vernunft, glaubte ich, sei so stark, dass wer einmal das Vernünftige erkannt hat, ihm folgen muss. Erkenntnisse werden vergessen […] mühselig ist der Weg des Volkes, nicht der Gegner schlägt ihm die härtesten Wunden, es schlägt sie sich selbst“ (Kap. XVI).

Nach seiner Entlassung wird Toller als Preuße sofort über die Grenze nach Sachsen abgeschoben. Er resümiert: „[I]ch war nie allein in diesen fünf Jahren […] ich bin dreißig Jahre. Mein Haar wird grau. Ich bin nicht müde“ (Kap. XVI).

## Form
Wie die Literaturkritik bestätigt, gelingt es dem Autor, seinen Weg vom deutschen Bürgerlichen zum revolutionären Sozialisten (206) glaubhaft nachzuzeichnen. Nicht zuletzt ist es der Kontrast von der leichtlebigen Jugendzeit zu seinen grauenvollen Erlebnissen im Schützengraben, die den Leser mitfühlen lassen. Stellenweise mischt Toller komödiantische Passagen in bitterernste Themen wie der Münchner Räterepublik mit ein nach dem Motto: die sozialistische Revolution in München – ein bayrisches Bauerntheater (107 bis 111).
Eingeschobene Dialoge (65) und Anekdoten lockern die Faktenvielfalt auf. Das Werk enthält Porträts von Tollers Weggefährten (104) und Beobachtungen des Kriegs und Gefängnisalltags (204 bis 208) sowie Kurzcharakteristiken zu Personen der Zeitgeschichte, u. a. Adolf Hitler („Sein Programm ist primitiv und einfältig. Die Marxisten und die Juden sind die inneren Feinde und an allem Unglück schuld...“; 16. Kap.).

## Publikationsgeschichte

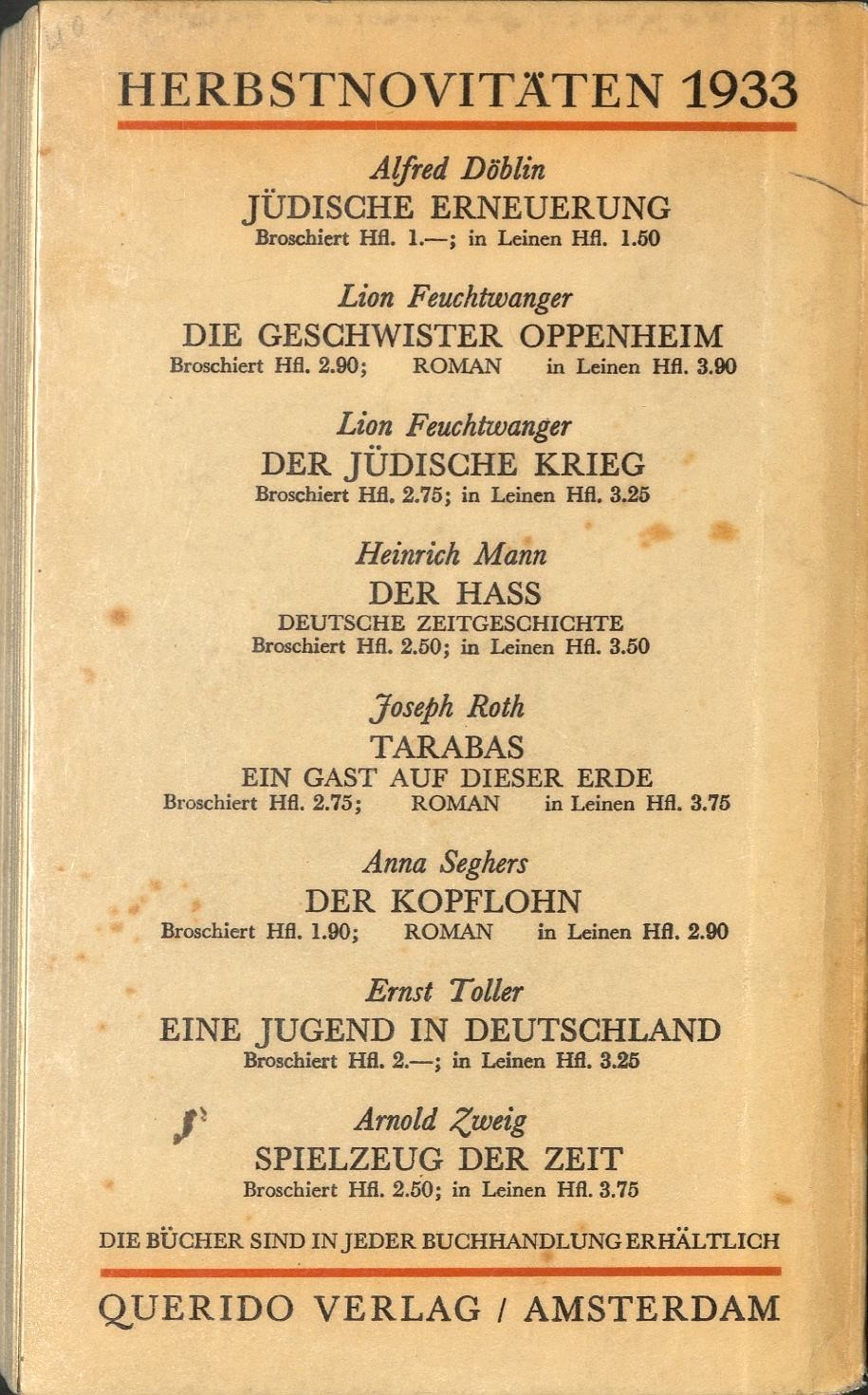
Herbstnovitäten des Querido-Verlags Amsterdam 1933

Toller hat seinen ersten großen Prosatext in den späten 1920er-Jahren erarbeitet und einige Kapitel zuvor in Sammelbänden und Zeitschriften, andere als Vorfassungen in seiner Publikation „Justiz-Erlebnisse“ (1927) publiziert. Als Gegner des Faschismus und Pazifist stand er auf der Liste der Nationalsozialisten, die nach ihrer Machtergreifung im Februar 1933 seine Wohnung durchsuchten und beschlagnahmten. Toller lebte zu diesem Zeitpunkt bereits im Schweizer Exil und dort schrieb er „Am Tag der Verbrennung meiner Bücher in Deutschland“, im Mai 1933, das Vorwort (Blick 1933) zu seiner Autobiographie. Tollers Freund Fritz Landshoff war nach der Schließung des Berliner Gustav-Kiepenheuer-Verlags in die Niederlande geflüchtet und hatte dort die literarische Leitung des Exilverlags Querido übernommen. Im November 1933 veröffentlichte er Tollers Aufzeichnungen als Buch.

## Rezeption
Ernst Toller war in den 1920er Jahren einer der bekanntesten deutschen Dramatiker des Expressionismus, bekannter noch als Georg Kaiser und Bertolt Brecht. Seine in viele Sprachen übersetzten Stücke wurden auf den größten Bühnen der Welt aufgeführt. Sein 1933 in erster und noch im selben Jahr in einer zweiten Fassung im Amsterdamer Emigrantenverlag Querido erschienenes Buch Eine Jugend in Deutschland erreichte seinerzeit die beachtliche Auflage von sechstausend verkauften Exemplaren. Es ist heute das meistgelesene Werk des Autors und wird zu den wichtigsten Schriften über die entscheidenden Jahre um 1918 gerechnet: „[I]hr hoher Informationswert, der detaillierte Aufschluss, den sie über die Stimmung unter den Soldaten und Revolutionären im Krieg und im Umsturz und über die Rechtspraxis im Kaiserreich und in den frühen Jahren der Republik geben, die Eindringlichkeit der moralisch rigorosen, rückhaltlos offenen und selbstkritischen Erinnerungen und Überlegungen des Autors verleihen dem Buch einen Rang, der sonst – in vergleichbaren Werken von Zeitgenossen Tollers – nur von Franz Jungs Aufzeichnungen ‚Der Weg nach unten‘ (1961) erreicht wird.“
Hinck bewertet Toller als einen der eigenwilligsten Autoren „[u]nter den vielen Schriftstellern, die mit der mächtigen Aufbruchsbewegung des deutschen Expressionismus hervortraten und ihren eigenen Weg suchten.“ Dies drücke sich auch in seiner Autobiographie aus, die den Schriftsteller im Spannungsfeld von Revolution und Pazifismus zeigt: Von allen literarischen Werken Tollers habe seine Autobiographie die größte Aussicht zu überdauern, denn keines seiner Werke sei ehrlicher und dichterisch kraftvoller. In Tollers Beschreibungen erkenne man nicht nur das Chaos der Räterepublik, sondern auch, wie ein Friedens- und Gerechtigkeitsutopist in ihr und im folgenden Exil zerrieben werden musste.
Für Ullrich ist die historische Dokumentation zugleich eine Geschichte der Persönlichkeitsentwicklung des Autors, der nach einer Phase der patriotischen „Überkompensation“ sich der Ausgrenzungserfahrungen seiner Kindheit erinnert und zu differenzierter und sensibler Betrachtung in der Lage ist: Hellsichtiger als die meisten seiner Zeitgenossen habe dieser „visionäre Realist“ (Wolfgang Rothe) die Gefahren, die von Hitler und dem Nationalsozialismus ausgingen, erkannt.
Der inhaltlichen „Größe von Tollers Autobiographie“ entspreche die „knappe, bohrende Sprache, die kurzen, parataktisch gereihten, fast skizzenhaften Szenen und Sachverhalte andeutenden Sätze, die oft nur wenige Zeilen langen, meist mit sehr pointierten Feststellungen endenden Abschnitte.“ Dadurch wirke das Buch heute lebendiger und lesbarer als die „von starkem, hochstilisierten Pathos getragenen expressionistischen Dramen des Autors“.